# Tenkū senki Shurato
Tenkū senki Shurato (天空戦記 シュラト?) è un manga giapponese creato da Hiroshi Kawamoto e successivamente adattato in un anime dalla Tatsunoko Production. La serie è stata trasmessa per trentotto episodi da TV Tokyo dal 6 aprile 1989 al 18 gennaio 1990, a cui sono seguiti sei episodi OVA intitolati Shurato: Dark Genesis (シュラト 創世への暗闘 ?, Shurato Sōsei e no Antō), pubblicati dal 1991 al 1992. Oltre che in Giappone, la serie è stata un notevole successo anche in Francia e Brasile.
L'anime inedito in Italia, fu annunciato da Yamato Video nel 2008 come Shurato: La Leggenda delle sfere celesti, ma tuttora non è ancora stato pubblicato.
Ambientato in un universo alternativo chiamato "Tenkūkai", che esiste parallelamente alla Terra, le forze del male conosciute come dei di Asura minacciano di sopraffare le forze del bene, rendendo necessario per il leader di questo regno magico il trasporto di alcuni guerrieri dalla Terra sul loro mondo. La storia della serie è ampiamente ispirata alla mitologia hindu e Buddhista, e copre diversi argomenti, inclusa la fratellanza, la reincarnazione, il cameratismo, i viaggi interdimensionali, il destino, ed il Qi. 

## Trama
La storia ruota intorno a due fratelli di sangue, Shurato Hidaka e Gai Kuroki, amici di lunga data che però rappresentano due estremi opposti per quanto riguarda il carattere e l'aspetto. Mentre stanno lottando fra loro durante un torneo di arti marziali, i due ragazzi vengono improvvisamente racchiusi in un fascio di luce e trasportati in un mondo parallelo, Tenkūkai. In questo mondo la moderna tecnologia non esiste e le forme si affidano completamente a Sohma, una forma di energia spirituale.
Shurato scopre di essere in realtà la reincarnazione di un antico re che aveva il suo stesso nome e che un tempo dominava il mondo di Tenkūkai, ed era uno degli "Hachibushu", un gruppo di otto leggendari guerrieri dotati di grandissima quantità di Sohma. Il motivo per cui Shurato e Gai sono stati trasportati su Tenkūkai è combattere i malvagi Dei di Asura, una legione di guerrieri potentissimi. Tuttavia, per ragioni sconosciute, Gai si oppone a Shurato e tenta di ucciderlo ripetutamente, shockando Shurato che aveva sempre visto Gai come una persona estremamente tranquilla e pacifica.
Rapidamente le cose peggiorano, quando Shurato ed un altro degli Hachibushu, Ten-ō Hyūga, vengono incolpati per la pietrificazione di Lady Vishnu, una potente divinità ed il capo della gente di Tenkūkai. Il vero colpevole, Indrah, consigliere di Vishnu, che in realtà è una spia di Asura, ed il corrotto Gai riescono a convincere gli altri Hachibushu, oltre che tutti i guerrieri ed i soldati di Tenkūkai che Shurato e Hyūga sono malvagi e devono essere uccisi.
Benché all'inizio riluttante all'idea di essere coinvolto, Shurato in seguito decide di aiutare Hyūga a scoprire chi c'è dietro la congiura ai danni di Vishnu, ed a trovare un metodo per curarla. Nella loro missione, i due guerrieri vengono accompagnati da Lakshu, giovane sacerdotessa dello spirito di Tenkūkai, e da altri due Hachibushu, Ryū-ō Ryōma e Karura-ō Reiga. Nel corso della loro avventura, il gruppo dovrà combattere contro gli altri quattro Hachibushu, i sinistri agenti di Asura affiliati a Indrah e contro la maggior parte della popolazione di Tenkūkai.

## Personaggi

### Gli otto Hachibushu
Shurato Hidaka (日高秋亜人?, Hidaka Shurato)/Shura-Oh Shurato (修羅王シュラト?, Shura-ō Shurato)
Doppiato da Toshihiko Seki
Protagonista della storia, Shurato è un sedicenne irrequieto e ribelle. Ha poca tolleranza nei confronti delle dure leggi di Tenkūkai e dei suoi meccanismi interni che non riesce proprio a capire, ma è coraggioso e dotato di grande generosità. Come Gai, è un abile artista marziale, ed in seguito diverrà il più forte dei guerrieri Hachibushu ed il loro leader. Il suo shakti ed armatura sono modellate sulle fattezze di un leone, e la sua arma è un vajra.
Gai Kuroki (黒木凱?, Kuroki Gai)/Yasha-Oh Gai (夜叉王ガイ?, Yasha-ō Gai)
Doppiato da Takehito Koyasu
Antagonista principale della serie, Gai era il migliore amico di Shurato sulla Terra, ma diventerà il suo peggior nemico una volta su Tenkūkai, per via in un maleficio effettuato da Indrah. A differenza di Shurato, è freddo, calcolatore ed estremamente intelligente. È un artista marziale, al pari di Shurato, benché fosse un pacifista. Il suo shakti ed armatura sono modellate sulle fattezze di un lupo, e la sua arma è una spada.
Karura-oh Reiga (迦楼羅王レイガ?, Karura-ō Reiga)
Doppiato da Kazuhiko Inoue
Karura-O Reiga è l'Hachibushu che conduce Shurato a Vishnu e gli insegna molto su Tenkūkai. È inoltre l'ultimo ad unirsi al gruppo di Shurato degli Hachibushu "buoni". Estremamente intelligente, Reiga è abile nella manipolazione del Sohma e conosce gran parte della geografia e del folklore di Tenkuukai. Egli è raffigurato come un personaggio molto effeminato, anche se non viene palesato nulla sulle sue reali tendenze sessuali. Il suo shakti ed armatura sono modellate sulle fattezze della leggendaria creatura garuḍa, e la sua arma sono un paio di chakram a forma di grandi anelli.
Ten-oh Hyūga (天王ヒュウガ?, Ten-ō Hyūga)
Doppiato da Kenyū Horiuchi
Ten-ō Hyūga è il leader degli Hachibushu, ed il più devoto seguace di Vishnu. Estremamente coraggioso, Hyūga idolatrava Vishnu e Indrah e per un lungo periodo non è riuscito a pensare ad altro che ad un sistema per curare Vishnu dalla sua pietrificazione. In un primo momento, Hyūga disprezza Shurato, reputandolo pigro e sacrilego, tuttavia i due stringeranno col tempo una fortissima amicizia. Il suo shakti ed armatura sono modellate sulle fattezze di una tigre, e la sua arma è un nunchaku.
Ryū-oh Ryōma (龍王リョウマ?, Ryū-ō Ryōma)
Doppiato da Kōichi Yamadera
Ryū-O Ryōma è il più forte membro degli Hachibushu, un guerriero massiccio e un seguace devoto di Vishnu. Tuttavia la sua cieca devozione per Vishnu lo porta a perdere la sua fiducia per Hyūga, e pensando che il suo migliore amico abbia in qualche modo danneggiato Vishu, Ryōma si ripropone di uccidere Hyuga e Shurato. Il suo shakti ed armatura sono modellate sulle fattezze di un drago, e la sua arma è un tridente.
Nāra-oh Renge (那羅王レンゲ?, Nāra-ō Renge)
Doppiato da Megumi Hayashibara
Nara-Oh Renge è l'unico membro femminile degli Hachibushu. Essendo l'unica donna in un settore dominato dagli uomini, non fa altro che ostentare irragionevolmente la propria forza e la propria superiorità nei confronti degli altri, ed in particolar modo nei confronti di Reiga. Di lei sono innamorati sia Mari'ichi che Hyuga, ma lei non ricambia i sentimenti di nessuno dei due. Il suo shakti ed armatura sono modellate sulle fattezze di un unicorno, e la sua arma è una daga.
Dappa-oh Kūya (闥婆王クウヤ?, Dappa-ō Kūya)
Doppiato da Kazuhiro Nakata
Dappa-O Kuya è il più devoto degli Hachibushu. È molto umile e gentile, ed è spesso mostrato in meditazione. Per tale ragione non vede di buon grado Shurato, ed i suoi tentativi di ridicolizzare le abitudini del palazzo di Vishnu, ed è convinto della sua malvagità. È molto rispettato ed amato da tutti i cittadini di Tenkūkai. Il suo shakti ed armatura sono modellate sulle fattezze di un bufalo, e la sua arma è un chakram a forma di ruota.
Hiba-oh Dan (比婆王ダン?, Hiba-ō Dan)
Doppiato da Nobuo Tobita
Hiba-O Dan è il membro più forte degli Hachibushu. Il più giovane di cinque fratelli, Dan è esuberante e ribelle come Shurato, e spesso cerca di dimostrare la propria forza. Dopo un incontro con Vishnu, tuttavia, Dan è diventato un uomo diverso, ed è ossessivamente dedicato a lei. Come tale, dopo la sua pietrificazione, Dan è più che disposto a combattere contro i "corrotti" ed ucciderli. Il suo shakti ed armatura sono modellate sulle fattezze di un rinoceronte, e la sua arma è una ascia.

### Gli Dei Asura
Shiva, il Dio della distruzione (破壊神シヴァ?, Hakai-shin Shiva)
Doppiato da Norio Wakamoto
Basato sull'omonima divinità induista, Shiva è l'artefice della pietrificazione di Lady Vishnu, la quale lo sconfisse 10000 anni prima sigillandolo con i suoi guerrieri.
Kuṇḍalinī, il re Gundari della saggezza (軍荼利明王クンダリーニ?, Gundari Myō-ō Kundarīni)
Doppiato da Shinya Ōtaki
Trailō, la regina Trailokyavijaya della saggezza (降三世明王トライロー?, Gōzanze Myō-ō Torairō)
Doppiata da Mika Doi
Acalanātha, il re Acala della saggezza (不動明王アカラナータ?, Fudō Myō-ō Akaranāta)
Doppiato da Yasunori Matsumoto
Hailah, l'imperatore della Terra (地帝ハイラ?, Chitei Haira)
Doppiato da Yū Shimaka
Antera, l'imperatore del sole (日帝アンテラ?, Hitei Antera)
Doppiato da Ken'ichi Ono
Santera, l'imperatrice della luna (月帝サンテラ?, Gettei Antera)
Doppiata da Yūko Sasaki
Kubilah, l'imperatore del fuoco (火帝クビラ?, Katei Kubira)
Doppiato da Nozomu Sasaki

### Altri
Lakshu di Hōraisan (蓬莱山のラクシュ?, Hōraisan no Rakushu)
Doppiata da Yūko Mizutani
Basata sulla dea hindu Lakshmi, Lakshu è una giovane nativa di Tenkūkai e una sacerdotessa dello spirito nascente. È la prima persona a trovare Shurato dopo il suo arrivo a Tenkūkai, tentando di svegliarlo con un bacio. Successivamente accompagnerà Shurato e Hyūga nel loro viaggio, e diventa una risorsa importante per la squadra quando i suoi poteri latenti di Sohma si manifesteranno.
Indra (インドラ?, Indrah)
Doppiato da Hirotaka Suzuoki
Responsabile della pietrificazione di Lady Vishnu e corruttore di Gai.

## Media

### Manga
Tenku senki Shurato è iniziato come manga scritto ed illustrato da Hiroshi Kawamoto. La serializzazione del manga è avvenuta sulla rivista Shōnen King, pubblicata dalla Shōnen Gahōsha dal gennaio 1989 al febbraio 1990. Il manga è stato successivamente raccolto in due volumi tankōbon. In Italia verrà pubblicato nel 2024 da Sprea Comics.

### Serie televisiva
Un adattamento animato di trentotto episodi, diretto da Toshihiko Nishikubo, scritto da Takao Koyama e prodotto dalla Tatsunoko è stato trasmesso fra il 6 aprile 1989 ed il 18 gennaio 1990 da TV Tokyo in Giappone. Successivamente la serie è stata licenziata e trasmessa anche in altri paesi, come Francia (trasmesso da TF1), Spagna (trasmesso da Antena 3), nelle Filippine (trasmesso da ABC 5) e Brasile (trasmesso da Rede Manchete)

#### Episodi
| Nº | Giapponese 「Kanji」 - Rōmaji                                                     | In onda           | In onda |
| Nº | Giapponese 「Kanji」 - Rōmaji                                                     | Giapponese        |         |
| 1  | 「オン・シュラ・ソワカ!」 - Om Shura Sowaka!                                      | 6 aprile 1989     |         |
| 2  | 「大いなる陰謀!」 - Ooinaru Inbō!                                                 | 13 aprile 1989    |         |
| 3  | 「龍王リョウマの挑戦」 - Ryu-Ou Ryōma no Chōsen                                   | 20 aprile 1989    |         |
| 4  | 「爆発!?めざめよ光流!」 - Bakuhatsu!? Mezame Yo Sohma!                            | 27 aprile 1989    |         |
| 5  | 「羽よ!真実を伝えよ!!」 - Hane Yo! Shinjitsu wo Tsutae Yo!!                       | 4 maggio 1989     |         |
| 6  | 「愛と哀しみの戦い!」 - Ai to Kanashimi no Tatakai!                               | 11 maggio 1989    |         |
| 7  | 「月光窟のワナを破れ!」 - Gekkō Kutsu no Wana wo Yabure!                          | 18 maggio 1989    |         |
| 8  | 「急げ!天空樹への道」 - Isoge! Tenkū Ju E no Michi                                | 25 maggio 1989    |         |
| 9  | 「決戦!聖なる光をともせ」 - Kessen! Seinaru Hikari wo Tomose                      | 1º giugno 1989    |         |
| 10 | 「ガイ猛攻!果てしない死闘」 - Gai Mōkō! Hateshinai Shitō                          | 8 giugno 1989     |         |
| 11 | 「悲劇の愛戦士レンゲ」 - Higeki no Ai Senshi Renge                                | 15 giugno 1989    |         |
| 12 | 「熱闘!涙の中に友を見た」 - Nettō! Namida no Naka ni Tomo wo Mita                 | 29 giugno 1989    |         |
| 13 | 「逆転!獣王マンダラ陣」 - Gyakuten! Jū Ou Mandala Jin                             | 6 luglio 1989     |         |
| 14 | 「愛と憎しみの果てに」 - Ai to Nikushimi no Hate Ni                               | 13 luglio 1989    |         |
| 15 | 「恐るべき獣牙三人衆」 - Osorubeki Jūga Sanninshū                                 | 20 luglio 1989    |         |
| 16 | 「絶叫!戻れラクシュ」 - Zekkyō! Modore Lakshu                                     | 20 luglio 1989    |         |
| 17 | 「妖女!赤い花の恐怖」 - Yōjo! Akai Hana no Kyōfu                                  | 3 agosto 1989     |         |
| 18 | 「失われた時を求めて」 - Ushinawareta Toki wo Motomete                            | 10 agosto 1989    |         |
| 19 | 「涙の決意!さらば地上界」 - Namida no Ketsui! Saraba Chijōkai                     | 17 agosto 1989    |         |
| 20 | 「うばわれた必殺技」 - Ubawareta Hissatsuwaza                                     | 24 agosto 1989    |         |
| 21 | 「恐怖!合体シャクティ」 - Kyōfu! Gattai Shakti                                    | 31 agosto 1989    |         |
| 22 | 「リョウマ最後の一撃!」 - Ryōma Saigo no Ichigeki!                                | 14 settembre 1989 |         |
| 23 | 「嵐をよぶ天空殿」 - Arashi wo Yobu Tenkūden                                      | 21 settembre 1989 |         |
| 24 | 「さらば雷帝インドラ」 - Saraba Raitei Indrah                                     | 28 settembre 1989 |         |
| 25 | 「悲しき宿命!シュラト対ガイ」 - Kanashiki Shukumei! Shurato Tai Gai               | 5 ottobre 1989    |         |
| 26 | 「新たなる敵アスラ神軍!」 - Aratanaru Teki Asura Shin Gun!                        | 19 ottobre 1989   |         |
| 27 | 「さがせ!最強のシャクティ」 - Sagase! Saikyō no Shakti                            | 26 ottobre 1989   |         |
| 28 | 「暗黒の宿命!ガイふたたび」 - Ankoku no Shukumei! Gai Futatabi                    | 2 novembre 1989   |         |
| 29 | 「レイガ決死の反撃!」 - Reiga Kesshi no Hangeki!                                  | 9 novembre 1989   |         |
| 30 | 「選ばれし者の孤独」 - Erabareshimono no Kodoku                                   | 16 novembre 1989  |         |
| 31 | 「燃やせ!友情の光流」 - Moyase! Yūjō no Sohma                                     | 23 novembre 1989  |         |
| 32 | 「出現!ブラフマーのシャクティ」 - Shutsugen! Brahma no Shakti                     | 30 novembre 1989  |         |
| 33 | 「正か邪か!?創造神ブラフマーの選択」 - Sei Ka Ja Ka!? Sōzō Shin Brahma no Sentaku | 14 dicembre 1989  |         |
| 34 | 「最終決戦!憎しみの拳を引け」 - Saishū Kessen! Nikushimi no Kobushi wo Hike       | 21 dicembre 1989  |         |
| 35 | 「未来!深い闇を越えて」 - Mirai! Fukai Yami wo Koete                              | 28 dicembre 1989  |         |
| 36 | 「緊急集合 最後の戦い」 - Kinkyū Jūgō, Saigo no Tatakai                           | 4 gennaio 1990    |         |
| 37 | 「天空界をおそう影 迷い水を撃て」 - Tenkūkai wo Osō Kage                          | 11 gennaio 1990   |         |
| 38 | 「永遠なれ修羅王」 - Eien Nare Shura-Ou                                           | 18 gennaio 1990   |         |

#### Colonna sonora
Sigle di apertura
- Shining Soul cantata Satoko Shimizu
- Truth cantata Satoko Shimizu

Sigle di chiusura
- Sajin no meizu cantata Satoko Shimizu
- KYARABAN (Caravan) cantata Satoko Shimizu

### OAV
Quasi due anni dopo la fine della serie televisiva, la Tatsunoko ha prodotto sei episodi OAV diretti da Yoshihisa Matsumoto, scritti da Mizuho Nishikubo e pubblicati in VHS e Laser disc fra il 16 agosto 1991 ed il 16 marzo 1992. La storia degli OAV si svolge dopo gli eventi della serie televisiva ed include la presenza di un nuovo nemico.

#### Colonna sonora
Sigla di apertura
- Keep Your Pure Love cantata Satoko Shimizu

Sigla di chiusura
- Glass no Shounen (ガラスの少年?) cantata Satoko Shimizu

### CD
Oltre ai singoli contenenti le sigle di apertura e di chiusura dell'anime, la colonna sonora di Tenku senki Shurato, composta da Hiroya Watanabe è stata raccolta in due album: Tenkuu senki Shulato OST 1 Tensei Gensou, pubblicato il 21 giugno 1989 e Tenkuu senki Shulato OST 2 Tensan Meigaku, pubblicato il 5 settembre 1989. Ai due album si è aggiunto un terzo, intitolato Tenkuu senki Shulato Image CD Mandala · Ka e pubblicato il 5 febbraio 1990 contenente varie image song interpretate dai personaggi della serie. Il 21 ottobre 1991 è stato pubblicato Tenkuu senki Shulato 'Sousei E No Antou' OAV OST Celestial warriors Battle for GENESIS, colonna sonora dell'OAV. Infine nel 1992 è stato pubblicato il mini album Tenkuu senki Shulato 'Sousei E No Antou' Mini Album Nahra Ou, interamente interpretato da Megumi Hayashibara, doppiatrice di Nara-Oh Renge. Dalla serie sono stati inoltre tratti tre CD drama interpretati dagli stessi doppiatori della serie televisiva: Tenku senki Shurato SOUL LOVERS ONLY!, pubblicato il 21 novembre 1989, Tenkuu senki Shulato Drama CD Ibun - Shanghai Serenade pubblicato il 18 giugno 1990 e Tenku senki Shurato Yabusyu THE WORLD pubblicato il 5 dicembre 1990.